# Sophie Laloy
Pour les articles homonymes, voir Laloy.
Sophie Laloy est une ingénieure du son, actrice, réalisatrice et scénariste française.

## Biographie
Après une enfance passée à Aurillac et des études de musicologie au conservatoire de Lyon, elle intègre la FEMIS en 1992 (département son). Elle exerce le métier de perchiste et d’ingénieure du son pour plusieurs téléfilms, longs-métrages et documentaires avant de réaliser en 2000 un premier court-métrage D'amour et d'eau fraîche, prime à la qualité du CNC. Elle réalise ensuite un long métrage, "je te mangerais" sorti en 2009. Primé a Montréal, et Macédoine. Elle réalise des vidéos pour le spectacle vivant sur les pièces du metteur en scène Pascal kirsch. Elle fonde une compagnie de spectacle vivant, la compagnie mon grand l ombre, MGO, avec Leila Mendez, compositrice, pour créer des ciné spectacles a destination du jeune public. "Elle est où la lune", "Tamao" et "muerto o Vivo", en tournée dans les théâtres.

## Filmographie

### Ingénieure du son
- 2000 : Nos traces silencieuses de Myriam Aziza et Sophie Bredier
- 2001 : Bord de mer de Julie Lopes-Curval
- 2003 : Le Grand Rôle de Steve Suissa
- 2003 : Léo, en jouant « Dans la compagnie des hommes » d'Arnaud Desplechin
- 2005 : Cavalcade de Steve Suissa
- 2006 : Paris, je t'aime
- 2006 : J'invente rien de Michel Leclerc
- 2010 : Le Nom des gens de Michel Leclerc
- 2012 : Dix jours en or de Nicolas Brossette
- 2012 : Télé Gaucho de Michel Leclerc
- 2015 : La Vie très privée de Monsieur Sim de Michel Leclerc
- 2019 : La lutte des classes de Michel Leclerc

### Actrice
- 1997 : Thérapie russe
- 1998 : Nos vies heureuses
- 2000 : Quand on sera grand
- 2001 : Bord de mer

### Scénariste
- 2000 : D'amour et d'eau fraîche
- 2007 : Je te mangerais

### Réalisatrice
- 2000 : D'amour et d'eau fraîche
- 2007 : Je te mangerais